# Nikon Capture
Pour les articles homonymes, voir Nikon (homonymie).
Nikon Capture est un logiciel de photographie RAW développé par Nikon pour traiter ses fichiers NEF. Il permet également de travailler sur des fichiers JPEG et TIFF de toutes origines.
Nikon Capture NX est apparu en 2006, Nikon Capture NX2, nouvelle version très améliorée, en juin 2008.
En septembre 2012, Google a acheté Nik Software, mais Capture NX est resté un logiciel Nikon.